# Zdarzenie we francuskim obozie
Zdarzenie we francuskim obozie (ang. Incident of the French Camp) – wiersz dziewiętnastowiecznego angielskiego poety Roberta Browninga. Utwór ten został zamieszczony w tomiku Dramatic Romances and Lyrics, który ukazał się w 1842 roku jako trzeci numer serii Bells and Pomegranates.

## Forma
Wiersz składa się z pięciu strof ośmiowersowych rymowanych ababcdcd. Utwór został napisany wierszem jambicznym, na przemian czterostopowym i trójstopowym.
YOU know, we French storm’d Ratisbon:
A mile or so away
On a little mound, Napoleon
Stood on our storming-day;
With neck out-thrust, you fancy how,
Legs wide, arms lock’d behind,
As if to balance the prone brow
Oppressive with its mind.
Utwór, podobnie jak wiele innych wierszy Browninga, jest monologiem dramatycznym, tak samo jak Moja ostatnia księżna.

## Treść
Omawiany wiersz przedstawia epizod z wojen napoleońskich. Podmiot liryczny opisuje sytuację, w której młody żołnierz melduje cesarzowi Francuzów Napoleonowi I Bonapartemu, że jego oddziały zdobyły Ratyzbonę. Wódz, zadowolony z sukcesu swoich oddziałów, odnosi się do żołnierza przyjaźnie i zauważa, że jest on ranny. Na to młodzieniec stwierdza, że nie żyje i rzeczywiście pada martwy u stóp cesarza.

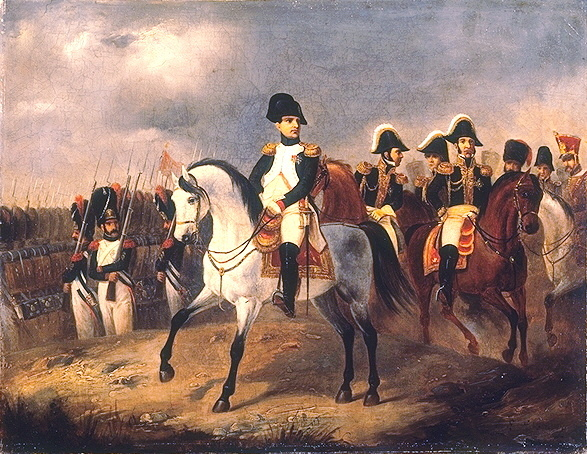
Cesarz Napoleon w otoczeniu generałów. Obraz Ludwiga Elsholtza

## Przekłady
Omawiany utwór przekładali na język polski Robert E. Masznicz i Wiktor Jarosław Darasz. Tłumaczenia zostały zamieszczone w Internecie. Przekłady te różnią się pod względem wersyfikacyjnym. Pierwszy z nich został sporządzony miarą oryginału (sSsSsSsS/sSsSsSs) z zastosowaniem rymów męskich i żeńskich, natomiast drugi został skomponowany wierszem o odmiennej rytmice, przy wykorzystaniu długich wersów, osiemnastozgłoskowych i jedenastozgłoskowych, co znacznie odbiega od oryginału, i rymów żeńskich.

## Obraz
Wiersz Browninga stał się inspiracją dla brytyjskiego malarza Richarda Catona Woodville'a (1856-1927), który zilustrował opisaną przez poetę scenę.